# 涨度湖
涨度湖是一个位于中国湖北省新洲、黄冈县的湖泊，面积约为330平方千米，平均水深约为0.96米，蓄水量约为10000万立方米。